# 1944

## أحداث
- تأسيس مدينة شامكير وتقع حاليا في أذربيجان.
- 30 نوفمبر: تأسيس مدينة فرانكو دا روشا وتقع حاليا في البرازيل.
- حصار باستون في الفترة ما بين 20 ديسمبر و27 ديسمبر.
- 29 ديسمبر: بدء حصار بودابست والذي استمر إلى 13 فبراير 1945.
- نهاية المقاومة الألبانية في 1944 والتي بدأت في 1939.
- بداية حرب لابي في 15 سبتمبر 1944 والتي انتهت في 25 أبريل 1945.
- نهاية حرب الاستمرار في 19 سبتمبر 1944 والتي بدأت في 25 يونيو 1941.
- 27 يناير - الحرب العالمية الثانية: رفع الحصار عن للينينجراد بعد 872 يوم منذ بدايتها.
- 4 يونيو - سقوط روما في أيدي قوات الحلفاء.
- 6 يونيو - غزو نورماندي.
- 23 فبراير - بدأ عملية ترحيل الشيشان والإنجوش في الاتحاد السوفيتي
- 16 ديسمبر- بدء معركة الثغرة.
- معركة مونتي كاسينو يناير-مايو 1944
- معركة بحر الفلبين 19 - 20 يونيو 1944

## مواليد
- جيلبيرتو موريلو، عالم نبات فنزويلي.
- إلهام منصور، روائية وأكاديمية لبنانية.
- فيصل محمود مدوه، فنان تشكيلي وكاتب صحفي كويتي.
- فيصل الخالد - سياسي كويتي.

### يناير
- 1 يناير - أحمد علي مرسي، أستاذ جامعي مصري.
- 3 يناير - الشيخ البشير الابراهيمي رئيس جمعية العلماء المسلمين الجزائريين يعلن في مقابلة مع اللجنة الفرنسية رفضه للمقترحات الفرنسية التي قضى بتعديل في الأحوال الشخصية الإسلامية والقضاء على الشخصية العربية.

### فبراير
- 5 فبراير - يوسكي أكيموتو، ممثل أداء صوتي ياباني.

### أبريل
- 11 أبريل - نوشير جواديا، مهندس تصميم سابق وجاسوس مُدان لعدة دول.

### مايو
- 18 مايو - نزار حمدون، سياسي عراقي.

### يوليو
- 1 يوليو - فلاح بن جامع، زعيم قبلي.
- 1 يوليو - عبدالله الطويل، سياسي كويتي.
- 12 يوليو - ألكسندر براشاو، فيزيائي بريطاني.

### أغسطس
- 8 أغسطس - موغيهيتو، ممثل أداء صوتي ياباني.

### سبتمبر
- 9 سبتمبر - عبد الله سدران، شاعر وكاتب سيناريو بوسني.

### نوفمبر
- 9 نوفمبر حسين أنصاريان، فقيه وفيلسوف وكاتب وخطيب، من أهل إيران

## وفيات

### فبراير
- 9 فبراير - والتر هايتز
- 12 فبراير - عبد الفضيل القوصي وزير أوقاف مصري أسبق.
- 22 فبراير - إدوارد أوسكار أولريش، إحاثي أمريكي.

### يوليو
- 14 يوليو المغنية أسمهان.
- 14 يوليو أنطوان دو سانت إكزوبيري، كاتب روائي فرنسي.

### أغسطس
- 13 أغسطس - أحمد سكيرج، فقيه ومتصوف وشاعر مغربي.

### أكتوبر
- 14 أكتوبر القائد الألماني إيرون رومل.
- 25 أكتوبر - تشارلز أندرسون، عالم معادن أسترالي.
- آرثر ستانلي إيدنجتون
- آريستيد مايول
- آل سميث
- أحمد ماهر باشا
- ألكسي كاريل
- إبراهيم بن علي الرشودي
- أسمهان
- إدفارت مونك
- إرفين رومل
- بهر إفيند سفنهوفود
- بيت موندريان
- تشارلس غلوفر باركلا
- جوستاف باور
- رضا بهلوي
- رومان رولان
- شتاوفنبرج
- عباس حلمي الثاني
- عبد العزيز الثعالبي
- عبد اللطيف ثنيان
- عبد المجيد الثاني
- عمر طوسون
- فريد سميكة
- فيليبو توماسو مارينيتي
- ليو بيكلاند
- مات ماككوين
- مانويل كويزون
- محمد الأحمدي الظواهري
- محمد بوزويتة
- محمد توفيق رفعت
- محمد صدقي
- محمد عالم خان
- نيكولاي بوليكاربوف
- وليام دينيسون ستيفنس
- عباس حلمي باشا

## نال جائزة نوبل
- في الفيزياء – الأمريكي أيزيدور اسحق رابي.
- في الكيمياء – الألماني أوتو هان.
- في الطب – مناصفة بين الأمريكيان جوزف إيرلنغر وهربرت سبنسر غاسر.
- في الأدب – الدانماركي يوهانس فلهلم ينسن.
- في السلام – اللجنة الدولية للصليب الأحمر.